# Filozof
Filozof je osoba koja se bavi filozofijom. Etimološko značenje dolazi od grčkog philos i sofia, što znači "ljubitelj mudrosti" (usporediti s filantrop). 
To bili uglavnom znanstvenici i mislioci, no kako se filozofija razlučivala na posebne znanosti, npr. na fiziku, biologiju i sociologiju, pripadnici ovih grana sve su se rjeđe nazivali filozofima a sve češće fizičarima, biolozima i sociolozima. Veliki broj osoba koji se bavio filozofijom pripadao je akademskim krugovima, ali u filozofiji su također imali značajan udio i osobe izvan ili na rubu akademskog svijeta. Kant i Hegel su npr., bili uspješni i slavljeni akademici ali njih su nadmašili npr. David Hume, Nietzsche i Gottlob Frege.
Uglavnom opisani filozofi u tipičnoj knjizi koja opisuje povijest filozofije su muškarci. To možda ovisi o tom, da muškarci više favoriziraju muškarce kada pišu povijest, i da žene dugo vremena nisu mogle studirati i doći do filozofskih znanja da bi dale doprinose filozofiji, ili pak da je filozofija tradicija koja u osnovama ima utkan 'muški' način razmišljanja koji se ne podurada na isti način kako to žene vide. Jedna druga teorija brani teoriju da ženama tijekom dužeg perioda povijesti nije dozvoljeno da budu filozofi. Danas je normalno da i žene studiraju filozofiju, imaju visoke akademske funkcije i da su poznate po svojim znanstvenim doprinosima. Osim toga kroz povijest su bili poznati neki ženski filozofi npr: Hipatija, Christine de Pizan, Mary Wollstonecraft, Simone de Beauvoir, Ayn Rand i Hannah Arendt. Među današnjim poznatim ženskim filozofima poznate su: Susan Haack, poznata po svom doprinosu logici i epistemologiji, kao i Martha Nussbaum.

## Poznati filozofi
| - Aristotel - Simone de Beauvoir - Ciceron - Guy Debord - Demokrit - René Descartes - Diogen - Meister Eckhart - Empedoklo - Epikur - Erazmo Roterdamski - Euklid - Gottlob Frege - Sigmund Freud - Galileo Galilei - Friedrich Hegel - Martin Heidegger - Heraklit - Herodot - Hipokrat - Thomas Hobbes - Hipatija | - David Hume - Immanuel Kant - Johannes Kepler - Søren Kierkegaard - Nikola Kopernik - Gottfried Leibniz - Leonardo da Vinci - John Locke - Niccolò Machiavelli - Karl Marx - John Stuart Mill - Michel de Montaigne - Thomas More - Isaac Newton - Friedrich Nietzsche - William Occam - Blaise Pascal - Piron - Pitagora - Platon - Karl Popper - Protagora | - Klaudije Ptolemej - Ayn Rand - John Rawls - Jean-Jacques Rousseau - Bertrand Russell - Jean-Paul Sartre - Friedrich Schiller - Arthur Schopenhauer - Seneka - Sokrat - Baruch Spinoza - Henry David Thoreau - Tales - Toma Akvinski - Voltaire - Ludwig Wittgenstein - Mary Wollstonecraft - Ksenofan - Zenon Kitijski - Zenon iz Eleje |